# Каммерфорст (Вестервальд)
Каммерфорст (нем. Kammerforst) — община в Германии, в земле Рейнланд-Пфальц.
Входит в состав района Вестервальд. Подчиняется управлению Хёр-Гренцхаузен. Население составляет 253 человека (на 31 декабря 2010 года). Занимает площадь 1,33 км².